# Paul Lokiru Kalanda
Paul Lokiru Kalanda (ur. 27 lutego 1927 w Buwunde, zm. 19 sierpnia 2015) – ugandyjski duchowny rzymskokatolicki.
Święcenia kapłańskie przyjął 21 grudnia 1957 roku.
29 listopada 1980 mianowany biskupem Moroto, sakrę otrzymał 22 marca 1981 roku z rąk kard. Emmanuela Nsubuga, arcybiskupa Kampala.
17 czerwca 1991 został biskupem Fort Portal, godność tę pełnił do 18 marca 2003, następnie przeszedł na emeryturę.
Zmarł 19 sierpnia 2015 w wieku 88 lat.